# Bad am Spreewaldplatz

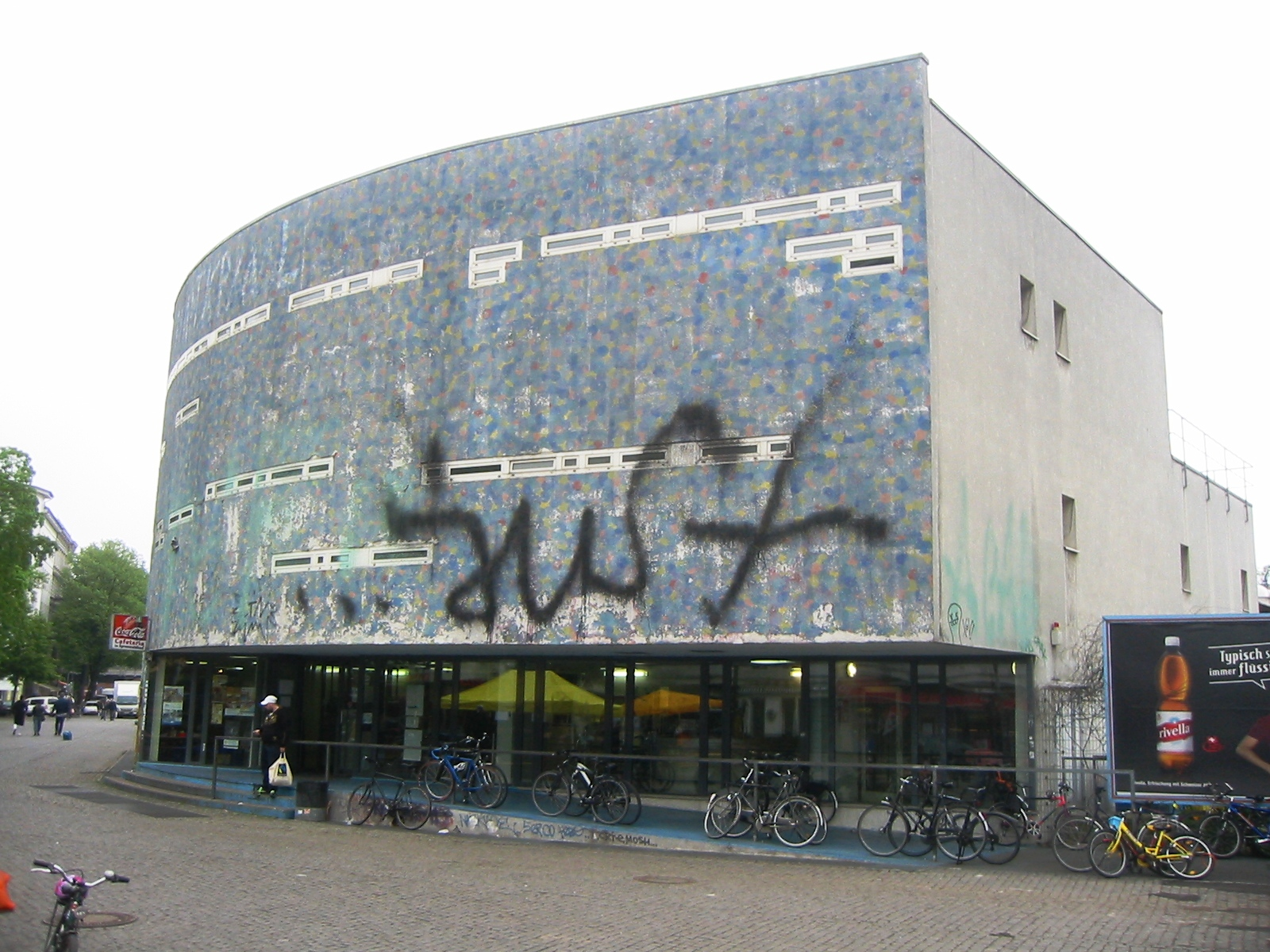
Eingang zum Spreewaldbad

Das Bad am Spreewaldplatz (umgangssprachlich: Spreewaldbad) ist ein Hallenbad im Berliner Ortsteil Kreuzberg. Es liegt an der Wiener Straße 59h am Spreewaldplatz. Die Außenanlagen befinden sich auf dem Gelände des Görlitzer Parks. Seit Sommer 2023 ist das Bad für eine Grundsanierung geschlossen und soll 2026 oder 2027 wiedereröffnet werden.

## Geschichte
Das Bad wurde am 1. Februar 1987 nach Plänen des Architekturbüros Christoph Langhof nach fünfjähriger Bauzeit als Freizeitbad eröffnet. 2003 erfolgte eine Sanierung der Fliesen, Filter und Messtechnik. 2007 musste das Sprungbecken gesperrt werden, da die Stahlträger der Decke durchgerostet waren. Ein Jahr später erfolgte auch hier eine umfangreiche Sanierung.

## Ausstattung und Nutzung
Im Bad steht ein 25 m-Sportbecken mit sechs Bahnen sowie ein Tauch- und Sprungbecken mit einem 1-Meter- und einem 3-Meter-Sprungbrett zur Verfügung. Daneben existiert ein 12 m × 8 m großes Wellenbecken, ein Kinderbecken, eine Wasserrutsche und ein Nichtschwimmerbecken mit den Abmessungen 16,7 m × 8 m. Für Menschen mit Behinderung wurden Umkleidekabinen mit Dusche und WC eingerichtet; das Bad trägt darüber hinaus das Signet Berlin barrierefrei. Zwei Trockensaunen mit Tauchbecken und Ruheräumen runden das Angebot ab. Das Bad wird von Deutschlands ältestem Schwimmverein genutzt, dem Berliner Schwimmverein von 1878. Weiterhin war es neben dem Stadtbad Neukölln das einzige Schwimmbad Berlins, in dem muslimischen Frauen in einem definierten Zeitraum das Tragen eines Burkinis ermöglicht wurde. Der Pilotversuch im Jahr 2009 ergab, dass künftig nur in diesem Berliner Bad dieser Ganzkörperbadeanzug als Ausnahme zugelassen wird.

## Sonstiges
- Im Eingangsbereich des Bades befindet sich eine Gedenktafel. Sie erinnert an 295 Menschen, die 1947 aus dem Exil in Shanghai über den Görlitzer Bahnhof nach Berlin zurückkehrten.
- Das Bad war Bestandteil einer Klimaschutzvereinbarung zwischen der Senatsverwaltung für Gesundheit, Umwelt und Verbraucherschutz, der Senatsverwaltung für Inneres und Sport und den Berliner Bäder-Betrieben aus dem Jahr 2006. Ziel war, „bis zum Jahre 2010 gegenüber dem Vergleichsjahr 1990 eine Senkung der CO2-Emissionen um 25 % zu erreichen“.[8]
- Das Bad braucht nun jährlich 4GWh Energie.[9]
- Die B.Z. führte das Bad 2008 als eines von fünf „Berlins schönsten Stadtbädern“.[10]